# El pueblo unido jamás será vencido/Alturas
El pueblo unido jamás será vencido/Alturas è un singolo del gruppo musicale cileno Inti-Illimani, pubblicato nel 1976 ed estratto dall'album Inti-Illimani 2 - La nueva canción chilena.

## Descrizione
Il disco, pubblicato nel 1976 dall'etichetta discografica italiana I Dischi Dello Zodiaco in formato 7", è il primo singolo che gli Inti-Illimani pubblicarono a loro nome in Italia dopo l'inizio del loro esilio.
Sono qui raccolti i due brani probabilmente più noti del gruppo in Italia: il classico El pueblo unido jamás será vencido, e un brano strumentale, Alturas, che in Italia è particolarmente conosciuto per essere stato usato per vari anni come sigla del programma radiofonico della Rai L'altro suono.
I due brani provengono rispettivamente dal secondo disco italiano del gruppo, Inti-Illimani 2 - La nueva canción chilena, e dal primo, Viva Chile!.

## Tracce
1. El pueblo unido jamás será vencido (Sergio Ortega, Quilapayún)
2. Alturas (Horacio Salinas)